# Strandmolke
Strandmolke (Sonchus palustris) är en växt i familjen korgblommig växt med gula blommor.